# Sulfat

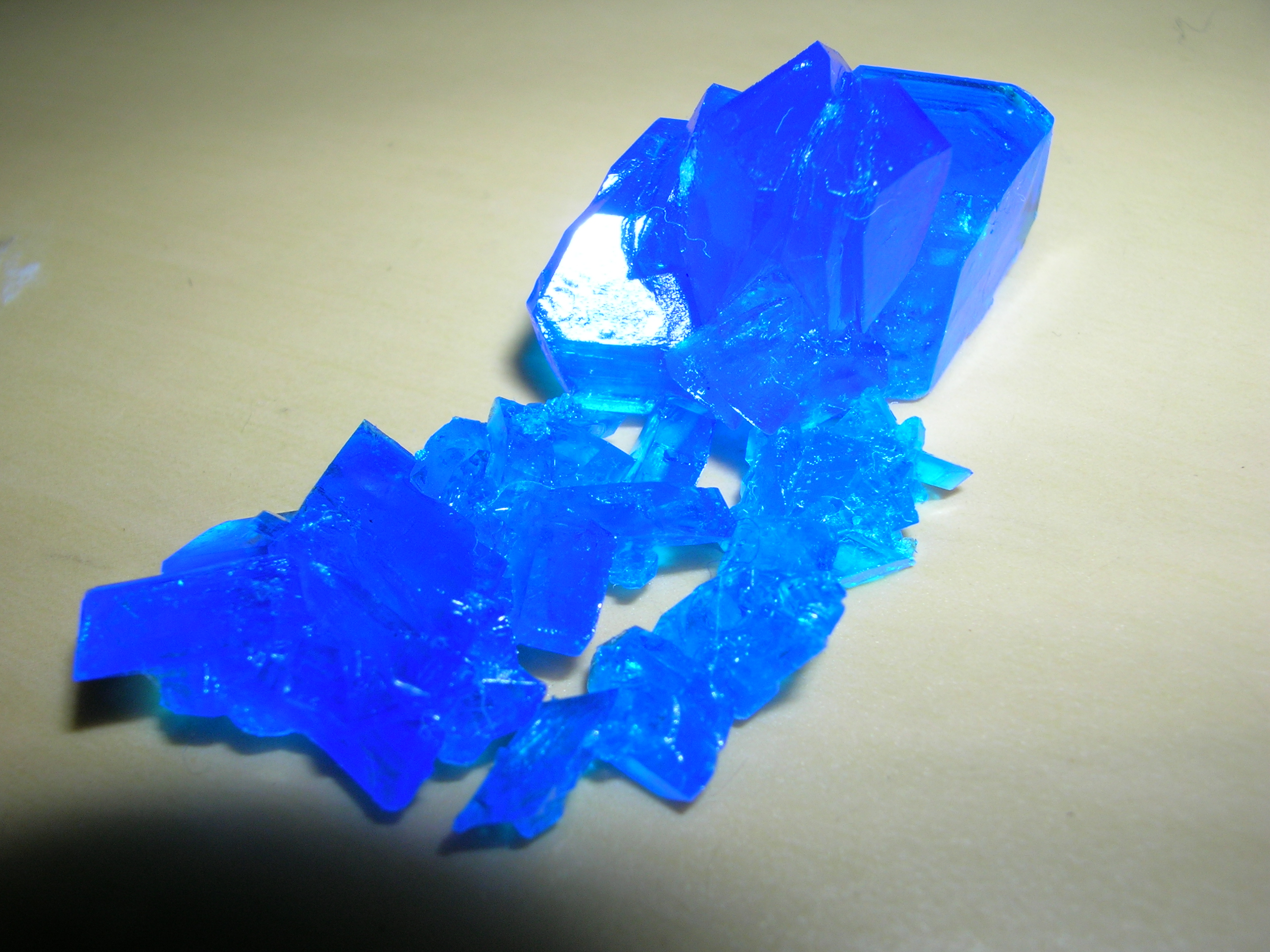
Sulfat de coure

El sulfat o solfat és un anió poliatòmic de fórmula (SO₄2-) format per la pèrdua dels dos àtoms d'hidrogen de l'àcid sulfúric. També s'anomenen sulfats en química inorgànica els compostos formats quan els dos hidrògens de l'àcid sulfúric se substitueixen per àtoms metàl·lics (sals) i en química orgànica els formats quan els substituents són radicals orgànics (èsters).
Es coneixen sulfats de gairebé tots els metalls, per exemple.
- Coquimbita, sulfat de ferro III, Fe3+₂[SO₄]₃·9 H₂O
- Copiapita, sulfat de ferro i magnesi, MgFe₄[OH (SO₄)₃]₂·18 H₂O

## Estructura
L'anió sulfat consisteix en un àtom central de sofre envoltat de quatre àtoms d'oxigen equivalents en una disposició tetraèdrica. La simetria de l'anió aïllat és la mateixa que la del metà. L'àtom de sofre es troba en l'estat d'oxidació +6 mentre que els quatre àtoms d'oxigen es troben cadascun en l'estat -2. L'ió sulfat té una càrrega negativa de -2 i és la base conjugada de l'ió bisulfat, HSO−4, que al seu torn és la base conjugada de l'àcid sulfúric, H2SO4. Els sulfats orgànics, com el sulfat de dimetil, són compostos covalents i èsters de l'àcid sulfúric. La geometria molecular tetraèdrica de l'ió sulfat és la que prediu la teoria de repulsió de parells electrònics de la capa de valència.

## Enllaç

Dos models de l'ió sulfat.
1 només amb enllaços covalent polar; 2 amb un enllaç iònic

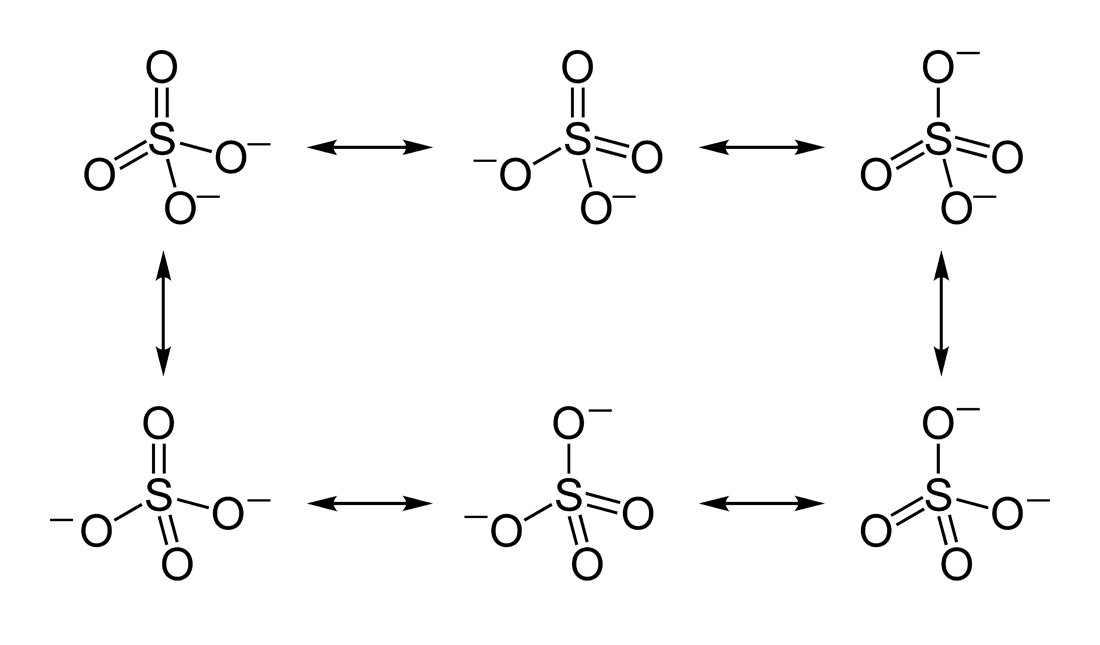
Sis ressonàncies

La primera descripció de l'enllaç en termes moderns va ser feta per Gilbert Lewis en el seu innovador article de 1916, on va descriure l'enllaç en termes d'octets d'electrons al voltant de cada àtom, és a dir, no hi ha enllaços dobles i una càrrega formal de +2 a l'àtom de sofre i -1 a cada àtom d'oxigen.
Més tard, Linus Pauling va utilitzar la teoria de l'enllaç de valència per a proposar que les estructures de ressonància més significatives tenen dos enllaços pi que impliquen orbitals d. El seu raonament va ser que la càrrega del sofre es reduïa així, d'acord amb el seu principi d'electroneutralitat. La longitud de l'enllaç S−O de 149 pm és més curta que les longituds del mateix enllaç en l'àcid sulfúric de 157 pm per a S−OH. El doble enllaç li va servir a Pauling per a explicar la menor distància de l'enllaç S−O. Quan Pauling va introduir orbitals d, es va suscitar un debat sobre la importància relativa de l'enllaç pi i la polaritat de l'enllaç (atracció electroestàtica) per a provocar l'escurçament de l'enllaç S−O. El resultat va ser un ampli consens sobre que els orbitals d tenen un paper, però no tan significatiu com Pauling havia postulat.
Durward William John Cruickshank va ser el primer a proposar una descripció àmpliament acceptada que implicava l'enllaç pπ – dπ. En aquest model els orbitals p totalment ocupats de l'oxigen se superposen amb els orbitals d buits del sofre (principalment els dz2 i dx 2–y2). No obstant, en aquesta descripció, tot i que hi ha algun caràcter π en els enllaços S−O, l'enllaç té un caràcter iònic significatiu. Per a l'àcid sulfúric, el càlcul (amb orbitals d'enllaç natural) confirma una clara càrrega positiva en el sofre (teòricament +2,45) i una baixa ocupació en 3d. Per tant, la representació amb quatre enllaços simples és l'estructura de Lewis òptima en lloc de la de dos enllaços dobles (és a dir, com prediu el model de Lewis, no el model de Pauling).
En aquest model l'estructura segueix la regla de l'octet i la distribució de càrrega està d'acord amb l'electronegativitat dels àtoms. La discrepància entre la longitud de l'enllaç S-O en l'ió sulfat i la longitud de l'enllaç S-OH en l'àcid sulfúric s'explica per la donació d'electrons de l'orbital p dels enllaços S=O terminals de l'àcid sulfúric als orbitals antienllaçants S-OH, debilitant-los i donant lloc a una major longitud d'enllaç d'aquests últims.
Tanmateix, la representació de Pauling per al sulfat i altres compostos amb oxigen encara és una forma habitual de representar l'enllaç en molts llibres de text. L'aparent contradicció es pot aclarir si hom pensa que els dobles enllaços covalents de l'estructura de Lewis en realitat representen enllaços que estan fortament polaritzats en més del 90% cap a l'àtom d'oxigen. D'altra banda, en l'estructura amb un enllaç dipolar, la càrrega es localitza com un parell solitari en l'oxigen.

## Història
Alguns sulfats eren coneguts pels alquimistes i eren anomenats vidriols, del llatí vitreolum, vidriós, perquè van ser alguns dels primers cristalls transparents coneguts. El vidriol verd és sulfat de ferro II heptahidrat, {{chem2|FeSO4*7H2O} }; el vidriol blau és sulfat de coure II pentahidrat, CuSO4·5H2O; el vidriol blanc és sulfat de zinc heptahidrat, ZnSO4·7H2O. L'alum és un sulfat doble de potassi i alumini de fórmula K2Al2(SO4)4·24H2O, que va tenir un paper en els inicis de la indústria química.

## Preparació
Normalment els sulfats metàl·lics es preparen tractant òxids metàl·lics, carbonats metàl·lics o el propi metall amb àcid sulfúric:
Zn + H2SO4  →  ZnSO4 + H2
Cu(OH)2 + H2SO4  →  CuSO4 + 2 H2O
CdCO3 + H2SO4  →  CdSO4 + H2O + CO2
Encara que s'escriuen amb fórmules anhidres senzilles, aquestes conversions generalment es realitzen en presència d'aigua. De manera que els sulfats produïts són hidratats: ZnSO4·7H2O, CuSO4·5H2O i CdSO4·H2O.
Alguns sulfurs metàl·lics es poden oxidar per a donar sulfats metàl·lics.

### Ocurrència a la natura
Els bacteris reductors de sulfats, uns microorganismes anaeròbics, com els que viuen en sediments o prop de les fonts tèrmiques del mar profund, utilitzen la reducció de sulfats juntament amb l'oxidació de compostos orgànics o hidrogen com a font d'energia per a la quimiosíntesi.

## Propietats
La major part de sulfats són molt solubles en aigua. Entre les excepcions hi ha: sulfat de calci, sulfat d'estronci, sulfat de plom II, sulfat de bari, sulfat de plata i sulfat de mercuri, que són poc solubles. El sulfat de radi és el sulfat més insoluble conegut. El sulfat de bari és útil en l'anàlisi gravimètrica de sulfats: si s'afegeix una solució de la majoria de sals de bari, per exemple, clorur de bari, a una solució que conté ions sulfat, el sulfat de bari precipitarà fora de la solució com una pols blanquinosa. Aquesta és una prova de laboratori habitual per a determinar si una solució conté sulfat.
L'ió sulfat pot actuar com un lligand que s'uneix, ja sigui per un oxigen (monodentat) o per dos oxígens com a quelat o un pont. Un exemple és el complex Co(en)2(SO4)]+Br− o el complex metàl·lic neutre amb trifenilfosfina PtSO4(PPh3)2 on l'ió sulfat actua com a lligand bidentat. Els enllaços metall-oxigen en els complexos de sulfat poden tenir un caràcter covalent significatiu.

## Usos

### Aplicacions comercials
Els sulfats s'utilitzen àmpliament a la indústria. Entre els principals hom pot esmentar:
- El sulfat de calci. La forma mineral natural del sulfat de calci hidratat s'utilitza per a produir guix. La indústria de la construcció l'utilitza en grans quantitats.
- El sulfat de coure II, de fórmula CuSO4, és un algicida comú i també s'utilitza a les cèl·lules galvàniques com a electròlit.
- El sulfat de ferro II, una forma comuna de ferro en suplements minerals per a humans, animals i sòl per a plantes.
- El sulfat de magnesi (conegut popularment com a sals d'Epsom) és utilitzat en banys terapèutics.
- El sulfat de plom II, es produeix a les dues plaques durant la descàrrega d'una bateria de plom-àcid.
- El lauril èter sulfat sòdic, o SLES, és un detergent habitual a les formulacions de xampú.
- La polihalita, K2Ca2Mg(SO4)4·2H2O, s'utilitza com a fertilitzant.

### Sulfatar en agricultura
El verb ensulfatar o sulfatar s'ha estès entre la pagesia com a sinònim d'aplicació de qualsevol producte fitosanitari per polvorització. Pròpiament dit es tractaria només de les aplicacions de sulfats de ferro i de coure. A partir de la segona meitat del segle xix els tractaments fitosanitaris a base de sulfat de coure per a tractar fongs van ser els primers productes químics emprats en l'agricultura, per això es conserva tradicionalment el verb de sulfatar encara que el principi actiu no sigui un sulfat.

### Sulfatar en química
- En electroquímica la sulfatació és la producció de sulfat de plom a les plaques d'una bateria de plom durant la descàrrega. Si la placa no desapareix, pot inutilitzar l'aparell.
- En química la sulfatació és convertir en sulfat per atac amb àcid sulfúric, per doble descomposició amb un altre sulfat, o per oxidació d'un sulfur.[14]

## Efectes en el medi ambient
Els sulfats es presenten com a partícules microscòpiques (aerosols) resultants de la combustió de combustibles fòssils i biomassa. Augmenten l'acidesa de l'atmosfera i formen la pluja àcida. Els bacteris anaerobis reductors de sulfat ‘’Desulfovibrio desulfuricans’’ i ‘’Desulfovibrio vulgaris’’ poden eliminar la crosta negra de sulfat que de vegades entela la superfície de certs edificis.
Efectes principals sobre el clima
Plantilla:Ap
El principal efecte directe dels sulfats sobre el clima és la dispersió de la llum, cosa que augmenta l'albedo de la Terra. Aquest efecte es coneix mitjanament bé i condueix a un refredament del forçament radiatiu negatiu d'uns 0,4 W/m2 en relació amb els valors preindustrials, compensant parcialment el major efecte d'escalfament (uns 2,4 W/m2) dels gasos defecte hivernacle. L'efecte és molt poc uniforme des del punt de vista espacial, i és més gran a les grans zones industrials.
El primer efecte indirecte també es coneix com a efecte Twomey. Els aerosols de sulfat poden actuar com a nuclis de condensació dels núvols, cosa que dóna lloc a un nombre més gran de gotes d'aigua més petites. Moltes gotes més petites poden difondre la llum de manera més eficaç que unes poques gotes més grans. El segon efecte indirecte són els efectes secundaris de tenir més nuclis de condensació de núvols. S'ha proposat que aquests efectes inclouen la supressió del plugim, l'augment de l'alçada dels núvols, per facilitar la formació de núvols a baixes humitats i una durada més gran. El sulfat també pot donar lloc a canvis en la distribució de la mida de les partícules, cosa que pot afectar les propietats radiatives dels núvols de formes que no es comprenen completament. Els efectes químics com la dissolució de gasos solubles i substàncies poc solubles, la depressió de la tensió superficial per substàncies orgàniques i els canvis en el coeficient d'acomodació també s'inclouen al segon efecte indirecte.
Els efectes indirectes consisteixen probablement en un efecte de refredament, potser de fins a 2 W/m2, encara que la incertesa és molt gran. Els sulfats estan, per tant, implicats en l'enfosquiment global. El sulfat és també el principal contribuent a l'aerosol estratosfèric format per l'oxidació del diòxid de sofre injectat a l'estratosfera per volcans impulsius com l'erupció de la Muntanya Pinatubo a les Filipines el 1991. Aquest aerosol exerceix un efecte de refredament sobre el clima durant la seva vida de 1 a 2 anys sobre l'estratosfera.
Als anys vuitanta, investigacions dutes a terme a Israel i els Països Baixos van revelar una aparent reducció de la quantitat de llum solar, i Atsumu Ohmura, investigador de geografia de l'Escola Politècnica Federal de Suïssa, va descobrir que la radiació solar que incidia sobre la superfície de la Terra havia disminuït més d'un 10% les tres dècades anteriors, malgrat que la temperatura global havia augmentat en general des dels anys setanta.
Als anys noranta, es van publicar articles que descrivien descensos de diverses dècades a Estònia, Alemanya ia l'antiga Unió Soviètica, el que va portar l'investigador Gerry Stanhill a encunyar el terme "enfosquiment global" Investigacions posteriors van estimar una reducció mitjana de la llum solar que incideix sobre la superfície terrestre del voltant del 4-5% per dècada a finals dels anys 1950-1980, i del 2-3% per dècada si s'incloïa la dècada dels 90
Cal destacar que la radiació solar a la part superior de l'atmosfera no va variar més d'un 0. A més, només es van atenuar la llum visible i la radiació infraroja, i no la part ultraviolada de l'espectre.

## Hidrogensulfat (bisulfat)
L'ió hidrogensulfat (HSO−4), també anomenat ió bisulfat, és la base conjugada de l'àcid sulfúric (H2SO4).
 L'àcid sulfúric es classifica com un àcid fort; en solucions aquoses s'ionitza completament per a formar ions hidroni (H3O+) i hidrogensulfat (HSO−4). En altres paraules, l'àcid sulfúric es comporta com un àcid de Brønsted–Lowry i perd un protó per a formar l'ió hidrogensulfat. L'hidrogensulfat té una valència d'1. Un exemple de sal que conté l'ió HSO−4 és el bisulfat sòdic, NaHSO4. En solucions diluïdes els ions hidrogensulfat també es dissocien, formant més ions hidroni i ions sulfat (SO2−4).

## Altres oxoanions del sofre
| Fórmula molecular | Nom              |
| ----------------- | ---------------- |
| SO2−5             | Peroxomonosulfat |
| SO2−4             | Sulfat           |
| HSO−4             | Bisulfat         |
| SO2−3             | Sulfit           |
| HSO−3             | Bisulfit         |
| S2O2−8            | Peroxodisulfat   |
| S2O2−7            | Pirosulfat       |
| S2O2−6            | Ditionat         |
| S2O2−5            | Metabisulfit     |
| S2O2−4            | Ditionit         |
| S2O2−3            | Tiosulfat        |
| S3O2−6            | Tritionat        |
| S4O2−6            | Tetratiionat     |